# Schistostege lugubrata
Schistostege lugubrata là một loài bướm đêm trong họ Geometridae.